# تفاله زمین!
تفاله زمین! (انگلیسی: Scum of the Earth!) یک اِروتیک و سکسنتفاعی به کارگردانی هرشل گوردون لویس و تهیه‌کنندگی دیوید اف. فریدمن است که در سال ۱۹۶۳ منتشر شد.